# Ушкаиын
Ушкаиын (каз. Үшқайың, до 1993 г. — Фурманово) — село в Алакольском районе Жетысуской области Казахстана. Входит в состав Екпендинского сельского округа. Код КАТО — 193445300.

## История
Образовано в 1957 г. путём объединения сёл Бостандык, Есалы и Кыалы.

## Население
В 1999 году население села составляло 420 человек (209 мужчин и 211 женщин). По данным переписи 2009 года, в селе проживало 313 человек (158 мужчин и 155 женщин).